# Chiesa di San Giorgio Martire (Maropati)
La chiesa di San Giorgio Martire è un luogo di culto cattolico di Maropati. È la chiesa madre della città e sede della Parrocchia dei Santi Giorgio e Atenogene.

## Storia
La chiesa parrocchiale di San Giorgio Martire esisteva già dal 1500, ma venne distrutta completamente dal terremoto del 1783. Venne ricostruita, con la porta maggiore alta tre metri; la chiesa era lunga quasi venti metri con un'altezza di diciotto. In epoca più recente la chiesa fu allestita di stucchi ad opera di Vincenzo Morani. L'altare piccolo in legno con angioletti conserva l'immagine della Madonna di Pompei ed è anch'esso opera di Vincenzo Morani. All'interno della chiesa si trova la statua lignea della Madonna del Rosario, scolpita da Fortunato Morani da Polistena, nato nel 1828. Ridipinta ripetute volte, fu poi privata del nome dell'autore sotto la base. In casa Morani a Polistena ancora si conserva il disegno originale dell'altare maggiore fatto dallo stesso Vincenzo Morani. n. 1830.

## Festività e ricorrenze
- Festa di San Giorgio Martire, patrono di Maropati (23 aprile e prima domenica di agosto, con processione per le vie cittadine);[6]
- Festa dei tre santi: San Giuseppe, Sant'Antonio di Padova e San Francesco da Paola (prima domenica di luglio, con processione per le vie cittadine);[6]
- Festa di San Rocco, compatrono di Maropati (prima domenica di settembre, con processione per le vie cittadine);[6]
- Festa di Maria Santissima del Rosario (prima domenica di ottobre, con processione per le vie cittadine).[7]

## Titoli
- Chiesa parrocchiale. La chiesa di San Giorgio Martire era sede dell'omonima parrocchia fin dal XVI secolo, con giurisdizione sul centro abitato di Maropati. Nel 2005, a seguito della fusione con la parrocchia di Sant'Atenogene di Tritanti, avvenuta con decreto di monsignor Luciano Bux vescovo della diocesi di Oppido Mamertina-Palmi, la chiesa è divenuta sede della nuova Parrocchia dei Santi Giorgio e Atenogene con giurisdizione su tutto il territorio comunale di Maropati.[8]